# Jerzy Prószynski

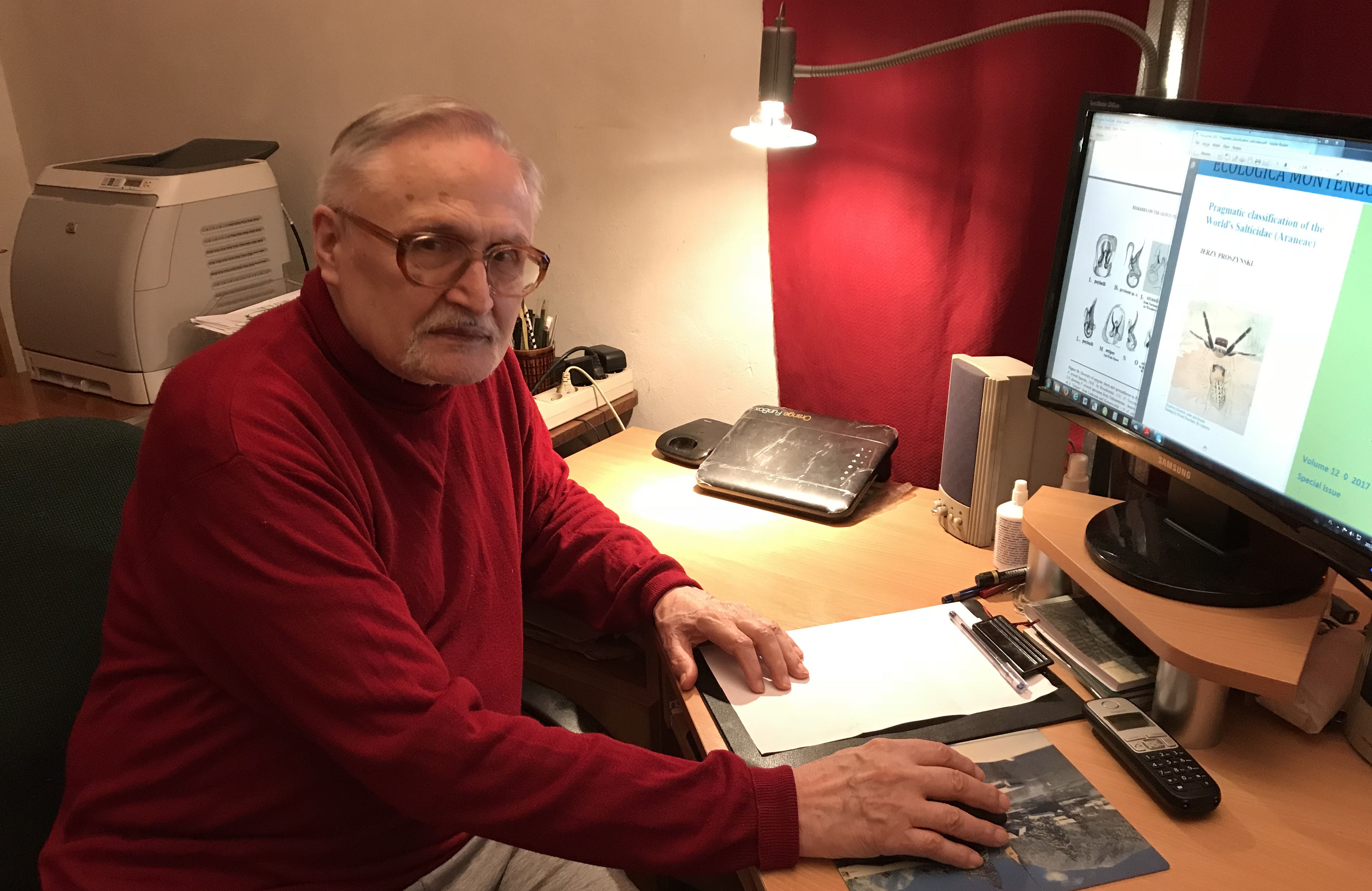
Jerzy Prószyński (2017)

Jerzy Prószyński (Varsavia, 1935) è un aracnologo polacco, principalmente interessato allo studio tassonomico dei ragni della famiglia Salticidae.

## Biografia
Dopo essersi laureato in biologia all'Università di Varsavia, lavorò - negli anni 1960 - alla revisione tassonomica dell'intera famiglia (iniziando dai generi Sitticus e Yllenus), uno sforzo che lo avrebbe condotto alla pubblicazione del "Catalogue of Salticidae (Aranei) specimens kept in major collections of the world" (1971), un primo catalogo sistematico dei Salticidae all'interno delle principali collezioni mondiali di ragni. Il catalogo, successivamente aggiornato, è incluso in "Monograph of Salticidae (Araneae) of the World" (1995-2011), opera monografica tuttora in compilazione.
Nel 1972, assunse la direzione del dipartimento di biologia del nuovo Teachers Training College di Siedlce, dividendosi tra l'attività di ricerca - sempre dedicata alla sistematica degli esemplari collezionati - e quella di formazione accademica di una nuova generazione di aracnologi polacchi, specializzata nei Salticidae, come Wanda Wesolowska e Marek Zabka.

## Denominati in suo onore
- Proszynskiana Logunov, 1996 - genere di ragni salticidi
- Clubiona proszynskii Mikhailov, 1995 - ragno, Clubionidae
- Euophrys proszynskii Logunov, Cutler & Marusik, 1993 - ragno, Salticidae
- Laufeia proszynskii Song, Gu & Chen, 1988 - ragno, Salticidae
- Nesticella proszynskii (Lehtinen & Saaristo, 1980) - ragno, Nesticidae

## Pubblicazioni
La maggior parte delle pubblicazioni riguarda il lavoro di riclassificazione tassonomica dei generi esistenti. I suoi contributi di maggior rilievo alla sistematica dei Salticidae sono rappresentati da:
- Proszynski J. 1971b. Catalogue of Salticidae (Aranei) specimens kept in major collections of the world. Annales zoologici, Warszawa, 28: 367-519.
- Proszynski J. 1990a. Catalogue of Salticidae (Araneae) a synthesis of quotations in the world literature since 1940 with  basic taxonomic data since 1758. WSRP, Siedlce, 366 pp